# Curets (poble etoli)
En la mitologia grega, els curets (en grec antic: Κουρῆτες) eren un poble que habitava a Etòlia entorn de la ciutat de Pleuró. Ja són esmentats per Homer en la Ilíada (IX 529 ss). Van ser expulsats del seu país per Etol, que havia arribat procedent del Peloponnès. Els etolis i acarnanis eren considerats descendents dels curetes, i també n'hi havia de suposats descendents a Calcis (Eubea).